# Pedro Cunha (voleibolista)
Pedro Henrique de Miranda d'Araújo da Cunha, conhecido como Pedro Cunha (Rio de Janeiro, 10 de junho de 1983) é um atleta olímpico de Vôlei de Praia brasileiro.

## Carreira
Em 2001 formou dupla com Anselmo Sigoli e disputaram a primeira edição do Campeonato Mundial de Vôlei de Praia Sub-21 em Le Lavandou, França, ocasião da conquista da medalha de ouro. Já na edição do ano seguinte, realizada em Catânia, Itália, jogou ao lado de Adriano Fonseca e conquistaram a medalha de prata; ainda nesta categoria, na edição de 2003 do referido campeonato mundial formou dupla com Pedro Solberg, competição realizada em Saint-Quay-Portrieux, França, onde alcançou seu bicampeonato.
Participou da Olimpíada de Londres 2012 formando dupla com Ricardo Alex Santos. Nesta competição, alcançaram as quartas-de-final, quando foram derrotados para a dupla alemã Brink/Reckermann.
Atualmente Pedro Cunha trabalha com gestão esportiva e faz um mestrado na área em Lausanne, na Suíça.

## Premiações individuais
- Melhor Defesa do Circuito Brasileiro Banco do Brasil de 2006[5]